# پیترو آرکاری

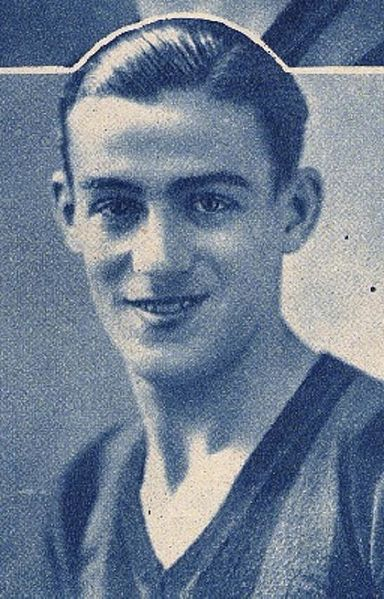
تصویر پیترو آرکاری

پیترو آرکاری (ایتالیایی: Pietro Arcari؛ ۲ دسامبر ۱۹۰۹ – ۸ فوریه ۱۹۸۸) یک بازیکن فوتبال اهل ایتالیا بود.
از باشگاه‌هایی که در آن بازی کرده‌است می‌توان به ناپولی، جنوا و آ.ث. میلان اشاره کرد.